# 青海省妇女联合会
青海省妇女联合会，简称青海省妇联，是中华人民共和国青海省妇女儿童工作者组成的人民团体，是中华全国妇女联合会的地方组织，接受中国共产党青海省委员会的领导。其最高权力机构是青海省妇女代表大会。